# Kaleybar (shahrestan)
Kaleybar (persiska: شهرستان كلِيبر, كلِيبر) är en delprovins (shahrestan) i Iran.   Den ligger i provinsen Östazarbaijan, i den nordvästra delen av landet, 500 km nordväst om huvudstaden Teheran.
Delprovinsen hade 46 125 invånare 2016.